# Cantó de Mülhausen-Nord
El cantó de Mulhouse-Nord (alsacià kanton Milhüüsa-Nord) és una divisió administrativa francesa situat al departament de l'Alt Rin i a la regió del Gran Est

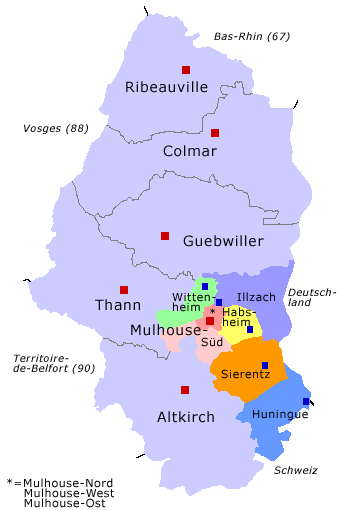
representació del cantó de Mulhouse-Nord al districte de Mülhausen i al departament de l'Alt Rin

## Composició
El cantó aplega 1 comunes :
| Nom alsacià            | Nom francès | Nom alemany |
| Barri Nord de Milhüüsa | Mulhouse    | Mülhausen   |

## Conseller general de l'Alt Rin
- 2001-2010: Gilbert Buttazzoni